# 1998年の野球
1998年の野球（1998ねんのやきゅう）では、1998年の野球界における動向をまとめる。

## 競技結果

### 高校野球
- 第70回選抜高等学校野球大会優勝：横浜（神奈川県）
- 第80回全国高等学校野球選手権大会優勝：横浜（神奈川県）
横浜が作新学院、中京商業、箕島、PL学園に続く史上5校目の春夏連覇

### 大学野球
- 第47回全日本大学野球選手権大会優勝：近畿大
- 第29回明治神宮野球大会優勝：亜細亜大

- 東京六大学野球連盟優勝 春：明治大、秋：法政大
- 東都大学野球連盟優勝 春：亜細亜大、秋：亜細亜大
- 関西学生野球連盟優勝 春：近畿大、秋：近畿大

### 社会人野球
- 第69回都市対抗野球大会優勝：日産自動車
- 第25回社会人野球日本選手権大会優勝：NTT関東

### メジャーリーグ
- マーク・マグワイアとサミー・ソーサがシーズン最多本塁打記録争いを繰り広げ、1961年にロジャー・マリスが作った年間61本の本塁打記録に挑む。マグワイアが70本、ソーサが66本を打ち、両者そろって記録を破る。
- ワールドシリーズ：ニューヨーク・ヤンキース（4戦全勝）サンディエゴ・パドレス
  - アメリカンリーグ東地区優勝：ニューヨーク・ヤンキース
  - アメリカンリーグ中地区優勝：クリーブランド・インディアンス
  - アメリカンリーグ西地区優勝：テキサス・レンジャーズ
  - ナショナルリーグ東地区優勝：アトランタ・ブレーブス
  - ナショナルリーグ中地区優勝：ヒューストン・アストロズ
  - ナショナルリーグ西地区優勝：サンディエゴ・パドレス

## できごと

### 1月
- 1月31日 - 【高校】PL学園野球部監督の中村順司が第70回選抜高等学校野球大会を最後に勇退することを表明。

### 4月
- 4月8日 - 【高校】第70回選抜高等学校野球大会の決勝戦が阪神甲子園球場で行われ、横浜が関大一を3-0で破り1973年（第45回）以来25年ぶり2回目の優勝。

### 8月
- 8月20日 - 【高校】第80回全国高等学校野球選手権記念大会の第15日準々決勝の横浜高校対PL学園戦が行われ、1979年（第61回）の箕島高校対星稜高校以来19年ぶりの延長17回となり横浜が延長17回9-7でPLを下し準決勝進出[1]。
- 8月22日 - 【高校】第80回全国高等学校野球選手権記念大会の決勝戦が甲子園球場で行われ、横浜高校が京都成章に3-0で勝利、優勝。史上5度目の春夏大会制覇。横浜先発・松坂大輔は無安打無得点を達成。決勝戦での第二十五回大会の海草中学校の嶋清一以来史上2度目[2]。

## 誕生

### 2月
- 2月4日 - ジョージ・カービー
- 2月6日 - アドリー・ラッチマン

### 4月
- 4月21日 - 牧秀悟

### 5月
- 5月8日 - 藤嶋健人
- 5月9日 - 今井達也
- 5月10日 - 堀瑞輝
- 5月29日 - 坂倉将吾

### 6月
- 6月15日 - 山﨑颯一郎
- 6月25日 - 村上頌樹

### 7月
- 7月6日 - 早川隆久
- 7月13日 - 水上由伸
- 7月30日 - 寺島成輝

### 8月
- 8月4日 - 細川成也
- 8月17日 - 山本由伸
- 8月20日 - 李政厚

### 9月
- 9月7日 - 種市篤暉

### 10月
- 10月10日 - 山﨑伊織
- 10月25日 - フアン・ソト

### 11月
- 11月7日 - 才木浩人
- 11月10日 - 宇田川優希
- 11月27日 - 五十幡亮汰

### 12月
- 12月28日 - 宮海成

## 死去
- 3月13日 - 徳久利明（*1942年）
- 5月27日 - 榎原好（*1924年）
- 5月28日 - 平山菊二（*1918年）
- 6月2日 - 武末悉昌（*1922年）
- 6月21日 - アル・キャンパニス（*1916年）
- 7月29日 - 森安敏明（*1947年）
- 8月22日 - 村山実（* 1936年）
- 8月31日 - 渡辺省三（*1933年）
- 9月30日 - ダン・クイゼンベリー（*1953年）
- 11月10日 - ハル・ニューハウザー（*1921年）
- 11月27日 - 三輪田勝利（*1945年）